# Big Little Book

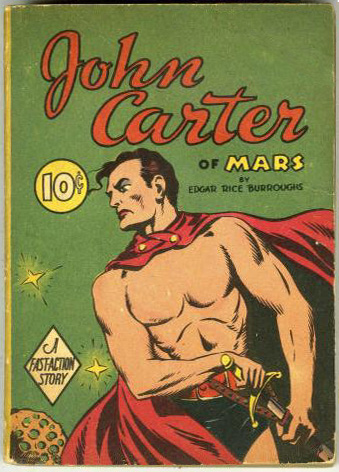
Big Little Book de John Carter da série literária Barsoom de Edgar Rice Burroughs.

Big Little Book é um livro em formato compacto de capa dura, o livro intercala páginas com textos em prosa, com páginas de ilustrações legendadas.
O primeiro Big Little Book foi The Adventures of Dick Tracy publicado em Dezembro de 1932 pela  Whitman Publishing Company de Racine, Wisconsin. Outras editoras, como a Saalfield, usaram este formato após Whitman ter alcançado sucesso com seus primeiros títulos, cada livro custava 10 ¢ (mais tarde 15 ¢).

## Formato
Um Big Little Book normalmente possuía 9,2 cm de largura e 11,43 centimetros de altura, contendo 212 ou 432 páginas e espessura aproximada de 3,81 centimetros. O design interior do livro geralmente possuía páginas inteiras de ilustrações em preto e branco do lado direito, de frente para as páginas de texto à esquerda.

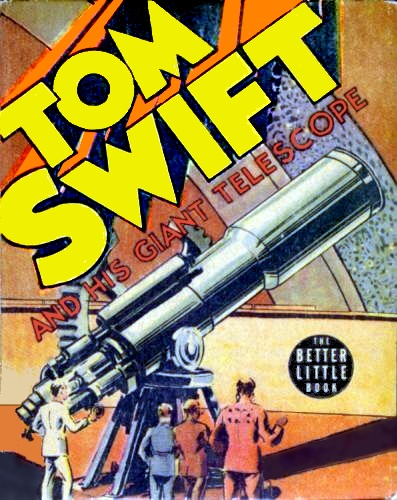
Big Little Book de Tom Swift.

As histórias eram muitas vezes relacionados com programas de rádio (O Sombra),tiras de jornal (The Gumps), livros infantis (Uncle Wiggily), romances (John Carter) e filmes (Bambi). Mais tarde os livros passaram a ter ilustrações coloridas.

## História
Depois que o primeiro Big Little Book, The Adventures of Dick Tracy, foi publicado (dezembro de 1932), vários títulos foram vendidos através da Woolworth's e outros sistemas de lojas de varejo durante a década de 1930. Com uma mudança de nome para Better Little Books em 1938, a série continuou na década de 1960. Variações como Dime Action Books foram produzidas por outras editoras, conforme observado por Andy Hooper do Collecting Channel:
Embora o formato tenha sido iniciado pela Whitman Publishing, outras empresas produziram Big Little Books entre 1934 e 1960: Dell (Cartoon Story Books e Fast-Action Stories); Engel van Wiseman (Five-Star Library Books); Fawcett (Dime Action Books); Goldsmith (Radio Star Series); Lynn (A Lynn Book); Ottenheimer; Saalfield (Little Big Books e Jumbo Books); Waldman (Moby Books) e World Syndicate (High Lights of History Series). Whitman também foi a última a abandonar o formato, publicando grandes livros sobre personagens boomer como Major Matt Mason em meados da década de 1960. Nem todos os Big Little Books aderiram ao formato original do texto no lado esquerdo e um grande gráfico à direita de cada página aberta, e os livros anteriores, mais ilustrados, são mais valiosos como resultado... Dick Tracy foi o herói do primeiro Big Little Book, e ele foi seguido por quase todos os principais personagens de desenhos animados, quadrinhos e rádio da década de 1930, incluindo Alley Oop, Buck Rogers, Blondie e Dagwood, Li'l Abner, Mickey Mouse, Popeye, Captain Midnight, Tarzan e dezenas mais. Havia também vários livros publicados que apresentavam personagens originais criados especialmente para a série Big Little, e esses agora são pouco lembrados, geralmente vendidos por US $ 10 ou menos cada em qualquer condição. Alguns títulos eram ostensivamente obras de não-ficção sobre pessoas famosas, como Billy The Kid (1935) de Whitman e The Story of Jackie Cooper (1933), o que prova que biografias de estrelas de cinema infantis não são um fenômeno recente.
Recentemente, o projeto de Robert Thibadeau na Carnegie Mellon University disponibilizou on-line pelo menos dois Big Little Books. Thibadeau tenta "capturar toda a produção" de um livro antigo com imagens fac-símile mostrando páginas desgastadas. "Estamos basicamente tentando eternizar esse livro como ele é", diz Thibadeau.  The Antique Books Digital Library  oferece dois títulos gratuitos do Big Little Book, Tim McCoy on the Tomahawk Trail e Bronc Peeler The Lone Cowboy. O Bronc Peeler de Fred Harman era um personagem de quadrinhos de faroeste que foi um precursor de outra  tira desenhada por Harman, a mais bem sucedida Red Ryder.

### No Brasil
No final da década de 1930, a editora de histórias em quadrinhos "Grandes Consórcio de Suplementos Nacionais" de Adolfo Aizen, lançou a "Biblioteca Mirim" (título de uma revista publicada pela editora), logo o formato foi copiado pelo jornal O Globo de Roberto Marinho, que lançou a "Coleção Gibi", os Big Little Books ficaram conhecidos como "tijolinhos".

## Mighty Midgets
A partir de 1939, o Grupo Woolworths britânico vendeu "Mighty Midgets", livros de 32 páginas que mediam 3 ¾ polegadas por 2 ½ polegadas (10 x 7 cm) e foram vendidos ao preço artificialmente baixo de três pence; o preço subsidiado por um anúncio de página inteira no verso.

## Outras mídias
O filme "Estrada para Perdição (2002) de Sam Mendes  mostra um rapaz lendo um Big Little Book do Lone Ranger, no entanto, essa cena é anacrônica, uma vez que o filme se passa em 1931, um ano antes do primeiro Big Little Book e dois anos antes de Lone Ranger estrear num programa de rádio.